# Dream Team
Als Dream Team wurde die Basketballnationalmannschaft der Vereinigten Staaten bei den Olympischen Spielen 1992 in Barcelona bezeichnet, die in überlegener Manier die Goldmedaille gewann. Die Mannschaft gilt als größte Ansammlung individueller Talente in der Basketball-Geschichte. Sie wurde 2010 als Team in die Naismith Memorial Basketball Hall of Fame aufgenommen.

## Sportlicher Hintergrund
Vor den Spielen 1992 war die für den Basketball bis dahin geltende Amateurregel des Internationalen Olympischen Komitees weggefallen. Dadurch konnte das US-Team, das sich zuvor jeweils aus jungen College-Spielern zusammensetzte, erstmals mit einer Auswahl der besten Spieler der US-Profiliga NBA antreten.
In der Dokumentation The Dream Team (2012) gab Dream-Team-Scout Rod Thorn an, zuerst Michael Jordan kontaktiert zu haben, den amtierenden Most Valuable Player und NBA Finals MVP, der 1992 als größtes Aushängeschild des US-amerikanischen Basketballs galt. Jordan wollte zunächst nicht teilnehmen, da er bereits 1984 für die Vereinigten Staaten die olympische Goldmedaille geholt hatte. Als Thorn erfolgreich Magic Johnson und Larry Bird ins Team holte, da sie die Teilnahme als würdigen Schlusspunkt für ihre zu Ende gehenden Karrieren (HIV-Infektion bei Johnson bzw. chronische Rückenprobleme bei Bird) sahen, änderte Jordan seine Meinung. Von da an war es kein Problem mehr, die anderen NBA-Stars zu rekrutieren. Um nicht nur den Profi-, sondern auch den Amateursport zu repräsentieren, wurde als 12. Mann der amtierende Collegespieler des Jahres nominiert, Christian Laettner.
Ein neuralgischer Punkt waren die Spannungen zwischen den Chicago Bulls, denen Jordan und Scottie Pippen angehörten, und den Detroit Pistons von Coach Chuck Daly und ihrem besten Spieler Isiah Thomas. Während Daly demonstrativ auf Jordan zuging, indem er in der Vorbereitung gemeinsam mit ihm Golf spielte, sorgte Jordan hinter den Kulissen dafür, dass Thomas nicht nominiert wurde. Das Trainingslager wurde bewusst in Monaco gewählt: das reiche Freizeit- und Nightlifeangebot bot Spielern und Coaches viele Möglichkeiten, um gemeinsam auszugehen und menschlich zusammenzuwachsen. Ein wichtiger sportlicher Punkt war, dass das Dream Team im Trainingslager mit 54:62 gegen eine Auswahl von US-Collegespielern (u. a. Chris Webber, Grant Hill und Penny Hardaway) verlor. Die Spieler schworen, von nun an jedes Spiel ernst zu nehmen. Zudem stellten sie fest, dass die beiden besten Spieler (Jordan und Johnson) nur dann harmonierten, wenn sich einer sportlich dem anderen unterordnete. In einem internen 5-gegen-5-Spiel besiegte Jordans Team (Jordan, Malone, Ewing, Pippen und Bird) die Mannschaft von Johnson (Johnson, Barkley, Robinson, Mullin und Laettner; Drexler und Stockton fehlten angeschlagen), so dass Jordan die Führungsrolle des Dream Teams übernahm.
Die Mannschaft dominierte den olympischen Basketballwettbewerb erwartungsgemäß nach Belieben. Das „Dream Team“ gewann alle Spiele mit großem Vorsprung. So betrug der Vorsprung im Halbfinale gegen Litauen, das vier amtierende Olympiasieger aus der Sowjetzeit in seinen Reihen hatte, am Ende 51 Punkte. Am knappsten gestalteten sich die Begegnungen gegen Kroatien, als die US-Mannschaft in der Vorrunde und dann später im Finale mit 33 bzw. 32 Punkten Abstand siegte. Die kroatische Mannschaft wurde angeführt von Dražen Petrović, der Stars wie Toni Kukoč, Dino Rađa und Stojko Vranković an seiner Seite hatte. Dennoch war das Team in beiden Spielen gegen die Amerikaner chancenlos. Im gesamten Turnierverlauf nahm die sportliche Leitung der US-Auswahl keine einzige Auszeit.
Die Spielweise des Dream Teams war geprägt von einer starken Manndeckung und sehr vielen Schnellangriffen, die vor allem aus zahlreichen Ballgewinnen in der Defensive resultierten. Auch die schwache Wurfquote des jeweiligen Gegners in Verbindung mit der Reboundüberlegenheit der Amerikaner war in jedem Spiel ausschlaggebend für den Sieg.

## Entstehung des Begriffs „Dream Team“
Schon vor dem Turnier setzte sich in Medien und Öffentlichkeit weltweit die Bezeichnung „Dream Team“ als Synonym für das US-Team durch. Vor allem zwei Gründe dürften zu der außergewöhnlichen Bezeichnung geführt haben: Erstmals in der Geschichte konnten die besten US-Profibasketballer in einem gemeinsamen Nationalteam antreten. Diese erstmalige Zusammenführung der in der NBA traditionell auf sehr viele Teams verstreuten Stars fand zu einem Zeitpunkt statt, der vielen als die größte Ansammlung von Superstars in der Geschichte der NBA gilt. Die älteren „Legenden“ der 1980er Jahre wie Magic Johnson und Larry Bird trafen sich mit jüngeren Stars wie Charles Barkley, Scottie Pippen und Michael Jordan.
Die Mannschaft wurde im öffentlichen Diskurs weitgehend dem sportlichen Kontext enthoben, da der Sieg von vornherein als sicher vorausgesetzt wurde. Sportlich stellte sich allenfalls die Frage nach der Höhe der Erfolge.

## Fortwirken des Begriffs
In den folgenden Jahren wurden die international auftretenden US-Basketball-Teams in den Medien weiterhin als „Dream Team“, allerdings mit fortlaufender Nummerierung, bezeichnet: „Dream Team II“ für das Team bei der WM 1994, „Dream Team III“ in Atlanta 1996 etc. Die Erwartungshaltung des Publikums blieb entsprechend groß. Die US-Mannschaft blieb zwar zehn Jahre ungeschlagen, gleichwohl war aber eine immer größer werdende Diskrepanz zwischen dem Begriff „Dream Team“ – der eine lockere spielerische Dominanz suggerierte – und den tatsächlichen Auftritten der USA bald nicht mehr zu übersehen: Die Überlegenheit des US-Spiels schwand, die Ergebnisse wurden knapper. Die Niederlagenserie bei der WM 2002 im eigenen Land, die für die USA mit dem enttäuschenden 6. Platz endete, zerstörte den Mythos „Dream Team“.
Das Verblassen des Mythos „Dream Team“ ist jedoch eng mit dem Erfolg von Barcelona verknüpft. Das olympische Basketballturnier 1992 gilt vielen Basketballhistorikern als eine Art „internationaler Urknall des Basketball“, da das „Dream Team“ einen enormen weltweiten Popularitätsschub für diesen Sport auslöste.

## Die Spieler des „Dream Team“
Die US-Mannschaft führte einige der berühmtesten amerikanischen Basketballer aller Zeiten zusammen, darunter Michael Jordan, Magic Johnson und Larry Bird. Bis auf Chris Mullin und den damaligen College-Spieler Christian Laettner wurden alle Spieler des „Dream Teams“ 1996 in die Auswahl der 50 besten NBA-Spieler aller Zeiten gewählt, und außer Laettner wurden sie alle nach ihrer Karriere in die Naismith Memorial Basketball Hall of Fame aufgenommen, ebenso wie drei der vier Trainer (alle außer Carlesimo). Am 13. August 2010 wurde das olympische US-Basketballteam von 1992 als Mannschaft in die Basketball Hall of Fame aufgenommen. Am 30. September 2017 wurde das Dream Team in die FIBA Hall of Fame aufgenommen.
Die Aufstellung:
- 04 Christian Laettner (Duke University)
- 05 David Robinson (San Antonio Spurs)
- 06 Patrick Ewing (New York Knicks)
- 07 Larry Bird (Boston Celtics)
- 08 Scottie Pippen (Chicago Bulls)
- 09 Michael Jordan (Chicago Bulls)
- 10 Clyde Drexler (Portland Trail Blazers)
- 11 Karl Malone (Utah Jazz)
- 12 John Stockton (Utah Jazz)
- 13 Chris Mullin (Golden State Warriors)
- 14 Charles Barkley (Phoenix Suns)
- 15 Magic Johnson (Los Angeles Lakers)

Als Cheftrainer fungierte Chuck Daly, seine Assistenztrainer waren Lenny Wilkens, P. J. Carlesimo und Mike Krzyzewski. Bei der Kaderauswahl war Rod Thorn als Ansprechpartner beteiligt.